# Madou (metrostation)
Madou is een station van de Brusselse metro in op de grens met de gemeentes Sint-Joost-ten-Node en Brussel-stad.

## Geschiedenis
Het metrostation Madou werd geopend op 20 december 1970 als deel van de premetrolijn op de Kleine Ring tussen Madou en Naamsepoort. Met de indienststelling van metrolijn 2 op 2 oktober 1988 werden de perrons verhoogd en metroinfrastructuur geïnstalleerd.
De naam Madou verwijst naar de Brusselse schilder Jean-Baptiste Madou, die gestorven en begraven werd in zijn gemeente van herkomst, namelijk Sint-Joost-ten-Noode. Zijn naam werd ook aan het bovengrondse gelegen Madouplein gegeven.

## Situering
Dit station is gelegen onder het Madouplein, niet ver van het Vlaams Parlementsgebouw en het Huis van de Vlaamse Volksvertegenwoordigers. Ter hoogte van de stationsuitgangen is er telkens aansluiting voorzien met de MIVB- en De Lijn bussen. Naast de tunnel van het metrostation bestaat er ook de Madoutunnel voor het wegverkeer.
Op een tussenverdieping boven de perrons ligt over de gehele lengte van het station een toegangshal die tevens dienstdoet als klein winkelcentrum.

## Kunst
In tegenstelling tot de meeste metrostations beschikt Madou niet over een of meerdere kunstwerk(en).